# Кастельфранко-ді-Сотто
Кастельфранко-ді-Сотто (італ. Castelfranco di Sotto) — муніципалітет в Італії, у регіоні Тоскана,  провінція Піза.
Кастельфранко-ді-Сотто розташоване на відстані близько 250 км на північний захід від Рима, 45 км на захід від Флоренції, 29 км на схід від Пізи.
Населення — 13 405 осіб (2014).
Щорічний фестиваль відбувається 18 листопада. Покровитель — San Severo Martire.

## Демографія
Населення за роками:

Станом на 1 січня 2023 року в муніципалітеті офіційно проживав 2161 іноземець з 56 країн, серед них 233 громадяни країн Євросоюзу та 35 громадян України.

## Сусідні муніципалітети
- Альтопашіо
- Б'єнтіна
- Фучеккьо
- Монтополі-ін-Валь-д'Арно
- Сан-Мініато
- Санта-Кроче-сулл'Арно
- Санта-Марія-а-Монте